# València d'Àneu (antic municipi)
|  | Aquest article tracta sobre l'antic municipi d'aquest nom. Si cerqueu el poble, vegeu «València d'Àneu». |

| \| ← \| 1812 — 1970 \| → \|                   |                    |   |
| Escut d'armes                                 |                    |   |
| València d'Àneu dins d'Alt Àneu               |                    |   |
| Període històric                              | Edat Contemporània |   |
| • Creació del municipi (Constitució de Cadis) | 1812               |   |
| • Annexió a Alt Àneu                          | 1970               |   |
| Altitud                                       | 1265,8 m           |   |
| Superfície                                    |                    |   |
| • 1970                                        | 10,26 km2          |   |
| • 2010                                        | 10,26 km2          |   |
| Població                                      |                    |   |
| • 2010                                        | 46                 |   |
| Densitat                                      | 4,5/km²            |   |
| ←                                             | 1812 — 1970        | → |

València d'Àneu era un municipi de la comarca del Pallars Sobirà que va ser incorporat el 1970 al nou terme, creat en aquell moment, d'Alt Àneu, juntament amb els termes d'Isil, Son, Sorpe i la Mancomunitat dels Quatre Pobles. El municipi fou creat el 1812 a partir de les disposicions de la Constitució de Cadis i es mantingué independent fins a la seva incorporació a Alt Àneu.

## Geografia
L'antic municipi de València d'Àneu tenia una extensió de 10,26 km². Dels 217,76 que té ara el municipi complet, aquest antic municipi era el més petit dels que s'integraren en el terme actual d'Alt Àneu. Estava del tot envoltat per antics municipis que actualment estan integrats en el de Vall d'Àneu, llevat del costat de llevant, que limitava amb Esterri d'Àneu.

### Perímetre de l'antic terme
Els límits de l'antic municipi de València d'Àneu són actualment del tot desapareguts, atès que ocupava la posició central respecte dels altres termes integrats en el nou municipi d'Alt Àneu. L'excepció era el límit de llevant, on era limítrof amb Esterri d'Àneu. Els antics termes de València d'Àneu i d'Isil no es tocaven enlloc.

#### Límit amb laMancomunitat dels Quatre Pobles
Comença aquesta descripció en l'afluència del Riu de Cabanes en el de la Bonaigua, al costat sud-oest del veïnat de la Bonaigua de Baix. En aquest lloc es trobaven els termes de la Mancomunitat dels Quatre Pobles, de València d'Àneu i de Sorpe. Aquest termenal era breu, ja que remuntava el curs del Riu de Cabanes, la Vall de Cabanes, poc més d'un quilòmetre i mig. Llavors s'enfilava pel contrafort nord del Cap de la Pala del Tésol fins a trobar el tritermenal entre la Mancomunitat dels Quatre Pobles, València d'Àneu i Son

#### Límit amb l'antic municipi deSon
Des del punt anterior, el termenal entre València d'Àneu i Son seguia la direcció sud-est per fer un arc a migdia i damunt dels Plans de Breviari i la Mata de València, girant cap al nord-est fins a les Portes de Breviari i emprenent cap a la carena de Castell Renau per la Collada del Pas del Coro. Continua per la carena de la serra de Castell Renau, fins al Tossal de la Cabana dels Caçadors, i, sempre per la carena, s'adreça a la Plana de l'Infern, lo Calvari. Aleshores, torcent cap al sud-est, baixa per la part nord de les Costes, fins a arribar a les envistes dels Xalets on, damunt d'Esterri d'Àneu es trobava el termenal entre Son, Esterri d'Àneu i València d'Àneu.

#### Límit ambEsterri d'Àneu
D'aquell lloc, el termenal entre València d'Àneu (ara, Alt Àneu) i Esterri d'Àneu gira cap al nord, deixant els Xalets a llevant i, tot seguit, la Colònia també a llevant, tots dos nuclis de població pertanyents a la vila que fa de cap de la Vall d'Àneu. Just al nord-oest de la Colònia, el termenal fa un arc cap al nord-est vorejant la urbanització, i continua cap a l'est-nord-est fins a atènyer la carretera C-28, travessar-la pel punt quilomètric 66,5, i continuar recte fins a l'extrem sud-est de la serreta que allotja el Castell de València d'Àneu, que queda al nord-oest. Quan arriba a l'extrem de la serreta, hi fa el tomb i gira cap al nord-oest, sense baixar cap a la Noguera Pallaresa, discorrent el darrer tros de forma paral·lela pel costat de ponent de la carretera C-147, en direcció a Isil.
El termenal assoleix la Noguera Pallaresa just a llevant de València d'Àneu, i la segueix aigües amunt fins que el Barranc de Portaran aflueix en la Noguera Pallaresa. En aquest mesclant d'aigües es troba el termenal entre Esterri d'Àneu i Alt Àneu, i, abans, el triterme entre Sorpe, Esterri d'Àneu i València d'Àneu.

#### Límit amb l'antic municipi deSorpe
Des d'aquest interfluvi, el termenal entre València d'Àneu i Sorpe seguia el curs de la Noguera Pallaresa fins al lloc de Serralta, ja a prop del poble d'Isavarre. Aleshores es decanta cap al sud-oest un tros, fins a pujar al cim del Serrat de Giroles, continua cap a ponent seguint la careneta de la serra, passa ran de la Borda d'Espà, que pertany a Sorpe, i davalla cap al Riu de la Bonaigua just al costat de llevant del Pont de Sorpe. Des d'aquí, seguia el riu aigües amunt, paral·lel a migdia de la carretera C-28, fins a arribar a l'afluència del Riu de Cabanes en el de la Bonaigua, on ha començat aquesta descripció dels antics termenals de València d'Àneu.

### Els espais de l'interior del terme
Dos espais principals conformen l'antic territori de València d'Àneu: el tros final de la vall del Riu de la Bonaigua, on es troba el poble i, aturonat a migdia de la vall, el castell, i, a ponent, el bosc de la Mata de València, en el vessant septentrional de la serra de Castell Renau. El primer és l'únic habitat, mentre que el segon era una de les principals fonts de riquesa tradicionals del poble.

### Nuclis de població
| Entitat de població | Habitants (2010) |
| ------------------- | ---------------- |
| València d'Àneu     | 195              |
| Font: Idescat       |                  |

El poble de València d'Àneu és, de fet, l'únic nucli habitat de l'antic terme, ja que la petita caseria de la Bonaigua de Baix es trobava dins de l'antic terme de Sorpe. De tota manera, històricament hi ha dos València d'Àneu: el poble vell, desaparegut, situat entre el Castell de València d'Àneu i la capella de Sant Cosme, aturonat, i el poble modern, situat al pla a ponent del vell, al lloc per on passa la carretera general (i, antigament, el Camí Ral de la Vall d'Aran).

## Història

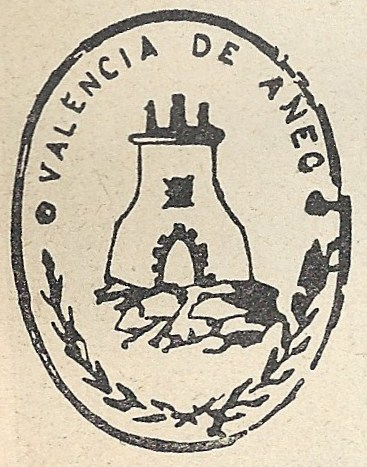
Segell de l'ajuntament de València d'Àneu al segle XIX

### Edat contemporània
L'ajuntament de València d'Àneu fou creat el 1812, arran de les lleis promulgades a partir de la Constitució de Cadis i la reforma de tot l'estat que s'emprengué, i fou suprimit el 1970, amb la seva incorporació al nou municipi creat aquell any, Alt Àneu.
Alcaldes:
- Francesc Serra i Soldevila (1898 - 1899)
- Antoni Braquer (1900)

### Demografia
| 1497 f | 1515 f | 1553 f | 1717 | 1787 | 1857 | 1877 | 1887 | 1900 | 1910 |
| ------ | ------ | ------ | ---- | ---- | ---- | ---- | ---- | ---- | ---- |
| -      | -      | 7      | -    | -    | 201  | 134  | 139  | 117  | 145  |

| 1920 | 1930 | 1940 | 1950 | 1960 | 1970 | 1981 | 1990 | 1992 | 1994 |
| ---- | ---- | ---- | ---- | ---- | ---- | ---- | ---- | ---- | ---- |
| 126  | 128  | 105  | 111  | 120  | -    | -    | -    | -    | -    |

| 1996 | 1998 | 2000 | 2002 | 2004 | 2006 | 2008 | 2010 | 2012 | 2014 |
| ---- | ---- | ---- | ---- | ---- | ---- | ---- | ---- | ---- | ---- |
| -    | -    | 125  | 154  | 164  | 174  | 175  | 195  | -    | -    |

En el cens del 1857 Valéncia de Aréo apareix amb 201 habitants i 44 cèdules personals inscrites.

## Comunicacions
Una sola carretera enllaça València d'Àneu amb l'exterior; es tracta de la C-28, i el seu antic traçat, actualment C-28z, carretera de Sort a Vielha pel Port de la Bonaigua. Aquesta carretera permet el pas cap a la Vall d'Aran, en direcció nord-oest, i cap a la resta del país cap al sud-est.
Amb mitjans de transport públic col·lectiu hi ha dues línies d'autobusos regulars passen, o arriben a prop, per València d'Àneu:
- Línia Barcelona - eth Pònt de Rei (L0092). Un servei diari en direcció a la Vall d'Aran que només arriba a Esterri d'Àneu, poc després de dos quarts d'una del migdia,[2] i el mateix, que només circula en el segon tram, d'Esterri d'Àneu ath Pònt de Rei entre l'1 de juliol i el 15 de setembre, i que surt cap a la Vall d'Aran a dos quarts de tres de la tarda. En direcció sud, quan falten cinc minuts per la 1 arriba a Esterri d'Àneu (cinc minuts abans a la parada de València d'Àneu) el cotxe procedent deth Pònt de Rei, que acaba de baixar a Esterri d'Àneu, d'on en surten dos a la tarda cap a Sort i Barcelona: a dos quarts de 3 i a les 5 de la tarda.

- Línia Tremp - València d'Àneu (L0777). Un servei diari en cada direcció;[3] té sortida de València d'Àneu a les 8 del matí, i arribada poc abans de dos quarts de 4 de la tarda.